# Robert Maclennan, Baron Maclennan of Rogart

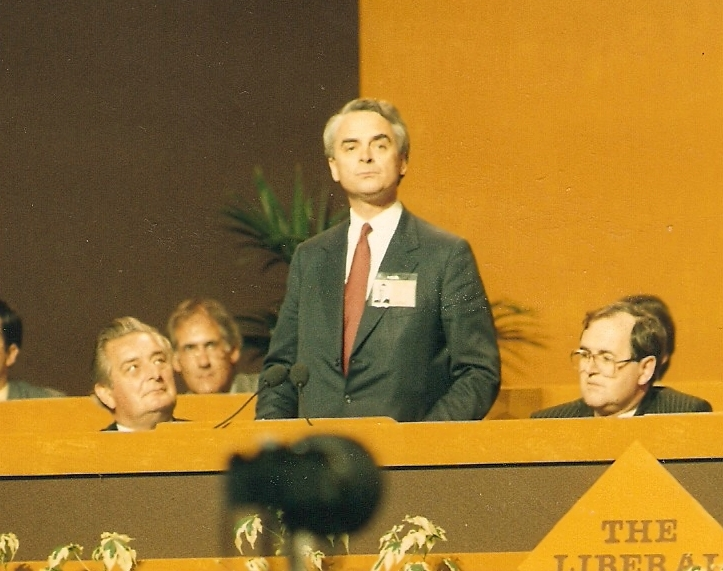
Lord Maclennan of Rogart auf dem Parteitag der Liberal Party, 2008

Robert Adam Ross „Bob“ Maclennan, Baron Maclennan of Rogart PC (* 26. Juni 1936 in Glasgow; † 18. Januar 2020) war ein britischer liberaldemokratischer Politiker und Life Peer.
Er war der letzte Parteiführer der Social Democratic Party (SDP) vor der Fusion mit der Liberal Party im Jahr 1988. Er war danach vorübergehend der Parteiführer der neuen Partei, die den Namen Social and Liberal Democrats (SLD) führte, bevor sie die Liberal Democrats wurden.

## Politische Karriere
Maclennan absolvierte seine Ausbildung an der Glasgow Academy, dem Balliol College der Universität Oxford, dem  Trinity College der Universität Cambridge und der Columbia University in New York City. 1962 wurde er an der Gray’s Inn als Barrister zugelassen und praktizierte in der Folgezeit als Rechtsanwalt.
1966 wurde er für den Wahlkreis Caithness and Sutherland in das Britische Unterhaus gewählt, er hielt diesen Sitz bis 1997; und nach einem Neuzuschnitt der Wahlkreise für den Wahlkreis Caithness, Sutherland and Easter Ross von 1997 bis 2001.
Er zog für Labour in das Parlament ein und war Juniorminister während der Labourregierung 1974–1979, aber im Jahr 1981 wurde er abtrünnig und war eines der Gründungsmitglieder der SDP. Er war einer der wenigen Sozialdemokraten, die einen Sitz bei den Britischen Unterhauswahlen 1983 erzielten. Nach seiner Zeit als Parteiführer der SDP im Jahr 1988 war er Sprecher der Liberaldemokraten und war deren Präsident von 1994 bis 1998.
Anlässlich seines Ausscheidens aus dem Unterhaus wurde er am 19. Juli 2001 als Baron Maclennan of Rogart, of Rogart in Sutherland, zum Life Peer erhoben und zog ins Britische Oberhaus ein. Bis 2015 war er Sprecher der Liberaldemokraten im Oberhaus.